# 21 avril 1944
Le vendredi 21 avril 1944 est le 112e jour de l'année 1944.

## Naissances
- Adrian Hurley, joueur et entraîneur australien de basket-ball
- Alan S. Kaufman, psychologue et professeur d'université américain
- Alexandre Marius Dées de Sterio (mort le 11 octobre 2006), docteur et professeur luxembourgeois
- Bernard Chabbert, journaliste français
- Brian Phelps, plongeur britannique
- Guity Novin, peintre iranienne
- Jean-Loup Avril (mort le 8 janvier 2015), bactériologue et écrivain français
- Peter Kowald (mort le 21 septembre 2002), contrebassiste allemand de free jazz
- Ramón Saizarbitoria, écrivain espagnol de langue basque
- Russell Boyd, directeur de la photographie et réalisateur australien
- Serge Noirsain, historien belge

## Décès
- Auguste Collomb (né le 16 mars 1902), résistant français de Saint-Rambert-en-Bugey
- Hans-Valentin Hube (né le 29 octobre 1890), général allemand
- Henri Foucaud (né le 17 décembre 1908), aviateur français
- René Daumal (né le 16 mars 1908), poète et romancier français, collaborateur de la revue "Le Grand Jeu"

## Événements
- Italie : entrée au gouvernement Badoglio du dirigeant communiste Palmiro Togliatti. Il réclame la constitution d’un gouvernement d’union nationale pour chasser les Allemands et un compromis est élaboré concernant le retrait du roi.
- Ordonnance du Comité français de la Libération nationale (de Gaulle) sur l’organisation des pouvoirs publics à la libération.
  - Le Comité français de la Libération nationale, présidé par le général de Gaulle, accorde le droit de vote aux femmes : « Ordonnance du droit de vote et d'éligibilité ». Ce droit est et confirmé par l’ordonnance du 5 octobre 1944 sous le Gouvernement provisoire de la République française. Ce n'est que le 29 avril 1945 que les femmes pourront exercer pour la première fois ce droit (aux élections municipales). Le 21 octobre suivant, elles votent pour élire, comme les hommes, les membres de l'Assemblée constituante. Un mois plus tard, les 23 et 30 novembre, elles retournent aux urnes (pour les cantonales).
- Bombardements aériens alliés de Paris.